# 西野誠 (サッカー選手)
西野 誠（にしの まこと、1984年7月3日 - ）は、兵庫県出身の元プロサッカー選手。ポジションはDF、MF。

## 来歴
1984年、神戸市に生まれる。実兄は元プロサッカー選手の西野晃平。小学校2年生の時に2歳年上の兄の影響を受けてサッカーを始めた。
立命館大学では後にJリーグ入りする阪田章裕、修行智仁、髙橋健史らとともにプレーし、大学4年次の2006年度には総理大臣杯全日本大学サッカートーナメントでの優勝に貢献した。そして、2007年に日本フットボールリーグ（JFL）のアローズ北陸に入団した。
翌2008年には、アローズ北陸とYKK APサッカー部の統合クラブであるカターレ富山の選手に選抜され、主力選手としてJリーグ2部（J2）昇格に貢献。2009年3月7日に行われたJ2開幕戦に先発出場を果たすと、レギュラーに定着。4月19日には晃平の所属する岡山との試合では、初の兄弟対決が実現した。2012年限りで現役引退。

## 所属クラブ
- 東舞子FC
- 1997年 - 1999年 神戸市立歌敷山中学校
- 2000年 - 2002年 兵庫県立須磨友が丘高等学校
- 2003年 - 2006年 立命館大学
- 2007年 アローズ北陸
- 2008年 - 2012年 カターレ富山

## 個人成績
| 国内大会個人成績 | 国内大会個人成績 | 国内大会個人成績 | 国内大会個人成績 | 国内大会個人成績 | 国内大会個人成績 | 国内大会個人成績 | 国内大会個人成績 | 国内大会個人成績 | 国内大会個人成績 | 国内大会個人成績 | 国内大会個人成績 |
| 年度             | クラブ           | 背番号           | リーグ           | リーグ戦         | リーグ戦         | リーグ杯         | リーグ杯         | オープン杯       | オープン杯       | 期間通算         | 期間通算         |
| 年度             | クラブ           | 背番号           | リーグ           | 出場             | 得点             | 出場             | 得点             | 出場             | 得点             | 出場             | 得点             |
| 日本             | 日本             | 日本             | 日本             | リーグ戦         | リーグ戦         | リーグ杯         | リーグ杯         | 天皇杯           | 天皇杯           | 期間通算         | 期間通算         |
| ---------------- | ---------------- | ---------------- | ---------------- | ---------------- | ---------------- | ---------------- | ---------------- | ---------------- | ---------------- | ---------------- | ---------------- |
| 2007             | 北陸             | 19               | JFL              | 25               | 0                | -                | -                | 2                | 0                | 27               | 0                |
| 2008             | 富山             | 19               | JFL              | 26               | 1                | -                | -                | 2                | 0                | 28               | 1                |
| 2009             | 富山             | 19               | J2               | 34               | 4                | -                | -                | 2                | 0                | 36               | 4                |
| 2010             | 富山             | 19               | J2               | 30               | 0                | -                | -                | 1                | 0                | 31               | 0                |
| 2011             | 富山             | 6                | J2               | 27               | 0                | -                | -                | 1                | 0                | 28               | 0                |
| 2012             | 富山             | 6                | J2               | 20               | 0                | -                | -                | 0                | 0                | 20               | 0                |
| 通算             | 日本             | 日本             | J2               | 111              | 4                | -                | -                | 4                | 0                | 115              | 4                |
| 通算             | 日本             | 日本             | JFL              | 51               | 1                | -                | -                | 4                | 0                | 55               | 1                |
| 総通算           | 総通算           | 総通算           | 総通算           | 162              | 5                | -                | -                | 8                | 0                | 170              | 5                |

- Jリーグ初出場 - 2009年3月7日 J2 第1節 対アビスパ福岡戦 (レベスタ)
- Jリーグ初アシスト - 2009年4月15日 J2 第8節 対水戸ホーリーホック戦 (富山)
- Jリーグ初得点 - 2009年7月19日 J2 第28節　対ロアッソ熊本戦 (KKWING)